# بوتاجاسكو
بوتاجاسكو «الشركة المصرية لنقل وتوصيل الغاز» أو (بالإنجليزية: The egyptian company for gas transport and distribution.  Butagasco)‏، هي إحدى شركات قطاع البترول المصري، والتي تأسست عام 2000 كشركة مساهمة مصرية وفقاً لأحكام قانون ضمانات وحوافز الاستثمار رقم 8 لسنة 1997 برأس مال مصدر قدره 70 مليون جنيه مصري.

## نشاط الشركة
تتلخص مهام الشركة في :
- توفير أسطوانات البوتاجاز ونقلها بشكل آمن.
- إنشاء مراكز جديدة لتوزيع الأسطوانات بالمحافظات.
- تدريب مندوبي التوزيع على الطريقة الآمنة لنقل وتوصيل الأسطوانات من مراكز البيع إلى المنازل والمحال التجارية. وقد بلغ عدد مخازن الشركة حالياً ما يزيد على 185 مخزن موزعين على 21 محافظة، بالإضافة إلى مصنع سوهاج لتعبئة أسطوانات البوتاجاز والذي يغطى متطلبات صعيد مصر من الأسطوانات، وكذلك مصنع طبة الحابس بمحافظة أسيوط.

## المساهمين
- بتروجاس - الغازات البترولية : 40%
- غاز مصر : 30%
- صندوق الإسكان والخدمات الاجتماعية للعاملين بقطاع البترول : 30%

## رؤساء الشركة
- محمود صالح عبدالفتاح ( 2025 - حتى الان )
- أحمد عبد المطلب (2021 - 2025)[1]
- مصطفي السيد
- عمرو المتولي
- رأفت عبد الهادي.
- أحمد عبد المطلب (2017 - 2018).[2]
- حسين فتحي (2015 - 2017).
- محمد عطيه (2014 - 2015).
- رمضان السيد (2013 - 2014).
- عاصم عبد الغني (2012 - 2013).
- أحمد التوني (2011 - 2012).
- عاصم السيد (2004 - 2011).
- صلاح حسن (2002 - 2004).
- حمدي عبد السميع (2000 - 2002).